# La Gazette
La Gazette de France fue un periódico fundado el 30 de mayo de 1631 por Teophraste Renaudot, gracias a la licencia concedida por parte de los reyes de Francia para publicar el periódico. Esta licencia le fue otorgada por el Cardenal Richelieu, primer ministro del reinado de Luis XIII. Su último número apareció el 29 de septiembre de 1915.

## Historia
Aparecía todos los viernes, la Gazette tenía cuatro páginas y con la función de informar a los lectores sobre las noticias del exterior y de la Corte. Principalmente se especializó en asuntos políticos y diplomáticos, y contó entre sus primeros miembros Pierre Hozier, Vincent Voiture, Guillaume Bautru y La Calprenède.
En 1762, se cambió el título de la Gazette de France, con el subtítulo de Órgano Oficial del Gobierno Real. En 1787, Charles Joseph Panckoucke la agregó al Mercure de France, del que era propietario, y más tarde al Moniteur universel.
La Gazette se mantuvo en silencio sobre el nacimiento de la Revolución francesa, ni siquiera abordó la toma de la Bastilla el 14 de julio de 1789, y se limitó a los actos del gobierno. Para satisfacer a sus clientes, Panckoucke publicó un suplemento, Gazettin, informando a los lectores de las actos de las sesiones de la Asamblea Constituyente.
En 1791, el Ministerio de Relaciones Exteriores tomó La Gazette para sí. Nicolas Fallet fue nombrado director y se convirtió en la tribuna del grupo girondino. Nicolas Chamfort le sucedió.